# 1835 en science
| Années de la science : 1832 - 1833 - 1834 - 1835 - 1836 - 1837 - 1838    |
| Décennies de la science : 1800 - 1810 - 1820 - 1830 - 1840 - 1850 - 1860 |

Cet article présente les faits marquants de l'année 1835 en science.

## Événements
- 13 février : les astronomes Caroline Herschel et Mary Somerville sont les premières femmes à entrer à la Royal Astronomical Society comme membres honoraires[1].
- 20 février : un violent séisme survient au Chili ; Charles Darwin, qui se trouvait sur place avec le HMS Beagle, en fait un compte-rendu détaillé dans son récit de voyage ; il décrit notamment le phénomène de tsunami et propose une explication[2].
- 19 mai : premières observations au nouvel observatoire de Berlin[3].
- 13 juillet : l’Académie des sciences, sous l’impulsion de François Arago décide de publier un Compte rendu hebdomadaire de ses séances. Le premier est publié le 3 août[4],[5].

- 25-31 août : Great Moon Hoax (« Le Grand Canular lunaire »). Une série de six articles publiés dans The New York Sun par Richard Adams Locke relatent la fausse découverte d'une vie extraterrestre sur la Lune, attribuée à l'astronome John Herschel[6].

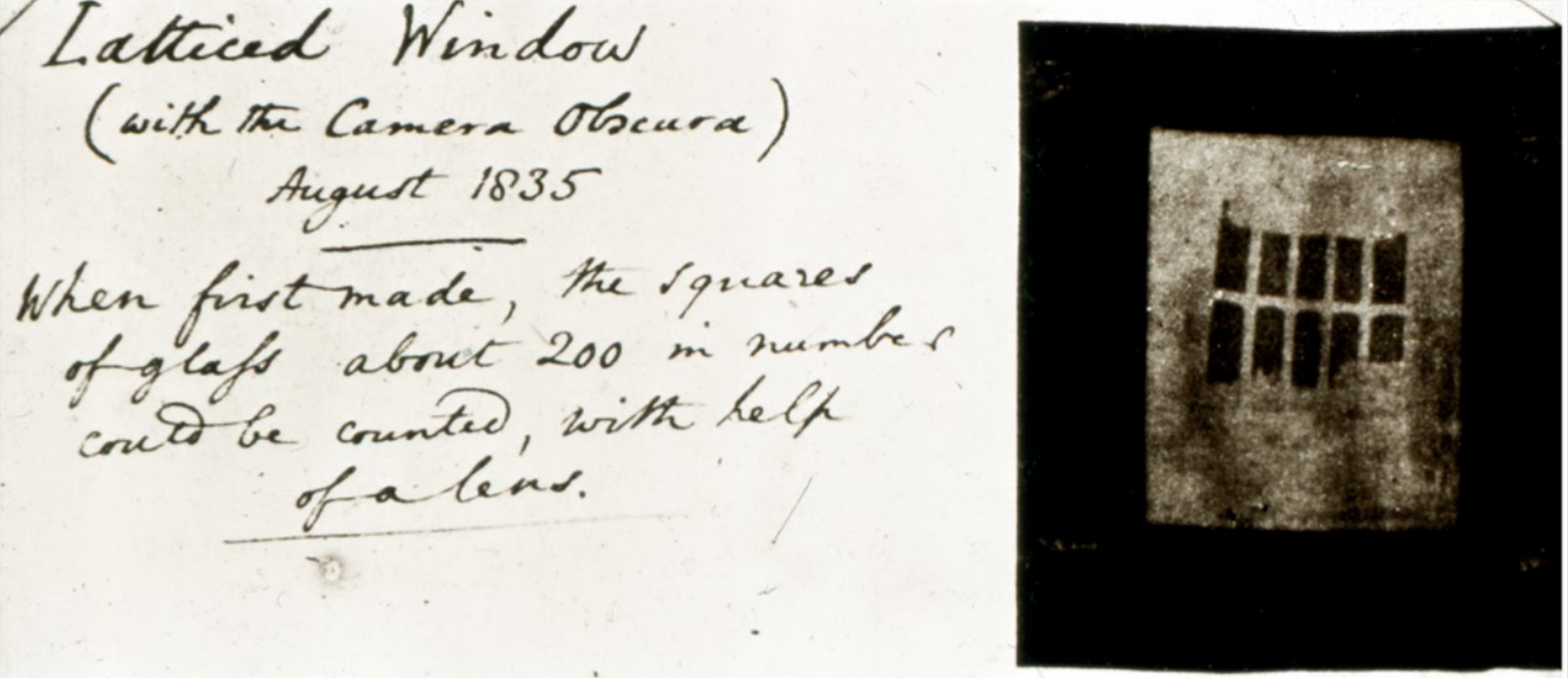
Talbot, Fenêtre grillagée, Abbaye de Lacock. Le premier négatif.

- Août, photographie : le britannique William Talbot réalise le premier négatif sur papier, Latticed window in Lacock Abbey[7] (procédé breveté en 1841 sous le nom de calotype).
- 15 septembre - 20 octobre : Charles Darwin séjourne aux îles Galápagos lors du second voyage scientifique du HMS Beagle ; ses observations sur la faune insulaire, notamment les pinsons, contribuent à sa réflexion sur l'origine des espèces[8].
- 27 septembre : l'inventeur français Louis Daguerre présente dans un article du Journal des artistes sur son diorama, son invention du daguerréotype, une plaque de cuivre recouverte d'une couche d'iodure d'argent[9].
- 22 octobre : l'inventeur américain Samuel Colt obtient un brevet britannique pour son revolver à barillet. Un autre est déposé en France le 16 novembre, un troisième aux États-Unis le 25 février 1836[10].

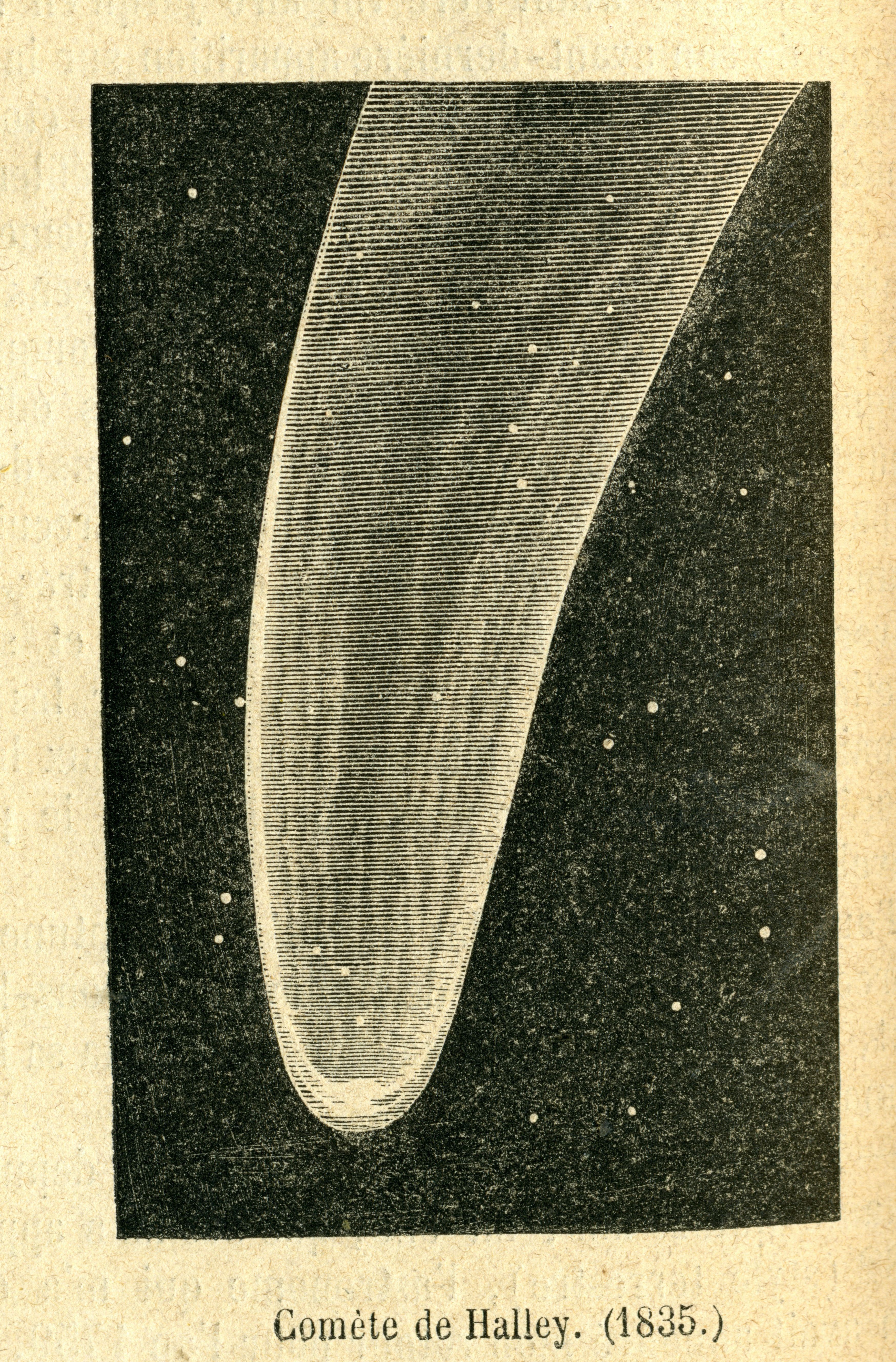
La comète de Halley en 1835.

- 16 novembre : passage de la comète de Halley. Elle atteint le perihelion, sa position la plus proche du soleil[11].
- 22 novembre : Filippo Pacini présente à la Società medico-fisica de Florence sa découverte des corpuscules de Pacini, récepteurs sensoriels de la peau sensibles aux pressions et aux vibrations[12].

- Après les levées d’interdiction de 1741 et 1757, les derniers écrits coperniciens encore à l’Index (le de revolutionibus de Copernic, le commentaire sur le livre de Job de Diego de Zúñiga, la lettre de Paolo Antonio Foscarini, l’Epitome de Kepler (condamné en 1619), et le Dialogue de Galilée) disparaissent des listes d'ouvrages interdits par Rome[13].

- Le chimiste français Henri Victor Regnault, assistant de Justus von Liebig, obtient du polychlorure de vinyle (PVC)[14].
- Le scientifique américain Joseph Henry invente le relais électrique, un interrupteur commandé à la base du télégraphe électrique[15].

## Publications
- George Biddell Airy : On the Diffraction of an Object-glass with Circular Aperture.Description du phénomène de la tache d'Airy.
- Richard Harlan : Description of the remains of the Basilosaurus, a large fossil marine animal, recently discovered in the horizontal limestone of Alabama.
- Adolphe Quetelet : Sur l’homme et le développement de ses facultés, ou essai de physique sociale. L’astronome et mathématicien belge Quetelet applique la théorie des probabilités et ouvre la voie à l’utilisation systématique de la statistique dans les sciences humaines.
- Siméon Denis Poisson : traité sur la Théorie mathématique de la chaleur.

## Prix
- Médailles de la Royal Society
  - Médaille Copley : William Snow Harris
  - Médaille royale : William Rowan Hamilton et Michael Faraday

- Médailles de la Geological Society of London
  - Médaille Wollaston : Gideon Mantell

## Naissances

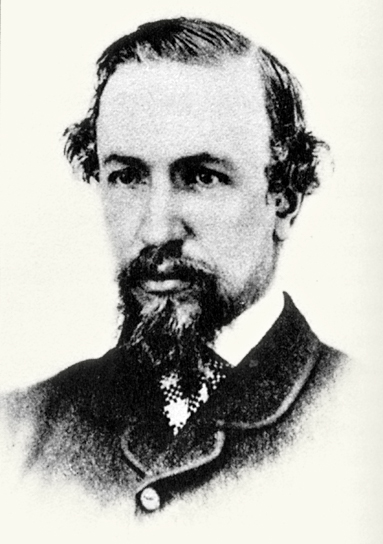
Osbert Salvin

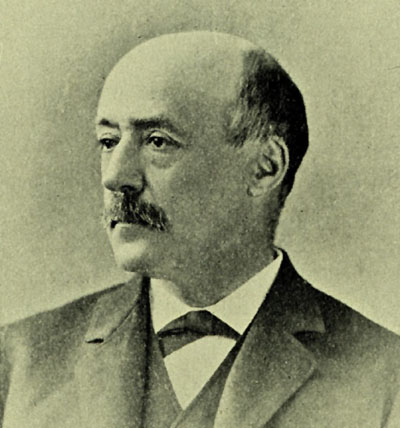
Alexander Emanuel Agassiz

- 15 janvier : Hermann Theodor Geyler (mort en 1889), paléontologue et botaniste allemand.
- 19 janvier : Auguste Kerckhoffs (mort en 1903), cryptologue militaire néerlandais.
- 22 janvier : Rodolphe Radau (mort en 1911), astronome et géodésiste français d'origine allemande.

- 5 février : August Winnecke (mort en 1897), astronome allemand.
- 13 février : Vassili Zverinski (mort en 1893), statisticien russe.
- 25 février : Osbert Salvin (mort en 1898), ornithologue britannique.
- Février : Henry Bowman Brady (mort en 1891), pharmacien et naturaliste britannique.

- 7 mars : Daniel Giraud Elliot (mort en 1915), zoologiste américain.
- 12 mars : Simon Newcomb (mort en 1909), astronome, mathématicien, économiste et statisticien américain d'origine canadienne.
- 14 mars : Giovanni Schiaparelli (mort en 1910), astronome italien.
- 24 mars : Joseph Stefan (mort en 1893), physicien et mathématicien slovène.
- 18 mai : Gian Francesco Gamurrini (mort en 1923), historien de l'art, numismate et archéologue italien.

- 2 juin : Adolf Michaelis (mort en 1910), archéologue et universitaire allemand.
- 24 juin : Johannes Wislicenus (mort en 1902), chimiste allemand.

- 3 juillet : Axel Theodor Goës (mort en 1897), médecin et naturaliste suédois.

- 1er septembre : William Stanley Jevons (mort en 1882), économiste et logicien britannique.

- 8 octobre : Christian Otto Mohr (mort en 1918), mécanicien allemand.
- 13 octobre : Alphonse Milne-Edwards (mort en 1900), zoologiste français.
- 31 octobre : Adolf von Baeyer (mort en 1917), chimiste allemand.

- 13 novembre : Robert Kennicott (mort en 1866), naturaliste américain.
- 16 novembre : Eugenio Beltrami (mort en 1900), mathématicien et physicien italien.
- 24 novembre : Emil Wohlwill (mort en 1912), chimiste et historien des sciences allemand.

- 6 décembre : Rudolph Fittig (mort en 1910), chimiste allemand.
- 17 décembre : Alexander Emanuel Agassiz (mort en 1910), zoologiste américain.
- 28 décembre : Archibald Geikie (mort en 1924), géologue britannique.

## Décès

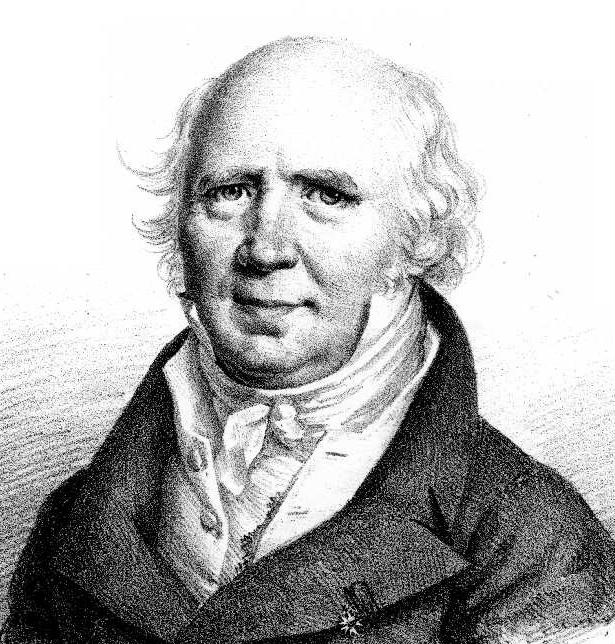
Pierre-Simon Girard

- 24 janvier : Armand Seguin (né en 1767), chimiste et industriel français.

- 8 avril : Wilhelm von Humboldt (né en 1767), linguiste, fonctionnaire, diplomate, et philosophe allemand.

- 12 juin : Edward Troughton (né en 1753), fabricant d'instruments scientifiques britannique.

- 18 août :
  - Jacques-Antoine Dulaure (né en 1755), archéologue et historien français.
  - Friedrich Stromeyer (né en 1776), chimiste allemand.
- 20 août : Louis-Antoine Beaunier (né en 1779), ingénieur des mines français.

- 14 septembre : John Brinkley (né en 1763), premier astronome royal d'Irlande.

- 8 novembre : Alexander Collie (né en 1793), chirurgien britannique.
- 15 novembre : Johann Tobias Bürg (né en 1766), astronome autrichien.
- 17 novembre : Karl August Böttiger (né en 1760), archéologue, pédagogue, philologue et écrivain allemand.
- 30 novembre : Pierre-Simon Girard (né en 1765), ingénieur et physicien français.

- 21 décembre : John Sinclair (né en 1754), agronome et statisticien écossais.